# Margarita Wallmann
Margarete Wallmann or Wallman (aka Margarethe Wallmann, Margherita Wallman dau Margarita Wallmann) (n. 22 iunie 1904, Berlin, Imperiul German – d. 2 mai 1992, Monte Carlo, Commune of Monaco⁠(d), Monaco) a fost balerină, coregraf, scenograf și regizor de operă.

## Videografie
- Scenică de balet: Anna Karenina.  Regizat de Clarence Brown, cu Greta Garbo, Fredric March, Basil Rathbone. 1935. IMDB
- Coregraf: Regina della Scala.  Regizat de Camillo Mastrocinque. 1937. IMDB
- Coregraf: La donna piu bella del mondo. Regizat de Robert Z. Leonard, cu Gina Lollobrigida, Vittorio Gassman, Robert Alda, Anne Vernon. 1955. IMDB
- Coregraf: Aida Regizat de Clemente Fracassi, cu Sophia Loren/ Renata Tebaldi, 1953. IMDB
- Director: Turandot with Birgit Nilsson, Conductor Georges Prêtre, 1967 (Legato Classics). operone.de

## Memorii
- Les balcons du ciel. Mémoires. Robert Laffont, 1976.
- re-editat sub titlu: Sous le ciel de l'opéra. Mémoires. Felin, 2004. ISBN: 2-86645-562-2